# 吳嘉晉
吳嘉晉（英語：Alvin Ng Ka Chun；1989年10月17日—），是前香港賽馬會所屬自由身騎師，早期曾跟隨練馬師葉楚航學藝，後期轉跟練馬師告東尼學藝。2018/2019年度馬季結束後，吳嘉晉沒有申請來季騎師牌照。2019年8月6日，吳嘉晉在個人社交網站宣布正式掛靴，結束9年的策騎生涯。他現時退居幕後，轉任告東尼馬房的高級策騎員。

## 生涯

### 紐西蘭實習
2008年7月1日，吳嘉晉首先被香港賽馬會安排到澳洲黃金海岸進行實習。不過他很快轉往紐西蘭，並跟隨著名練馬師洛布爾學藝。吳嘉晉於首年度客串表現不俗，在澳紐實習期間合共取得71冠60亞73季，當中兩場頭馬在澳洲取得，其餘則在紐西蘭取得。由於吳嘉晉表現出色，令他獲得紐西蘭最有前途首年出賽見習騎師獎項。

### 在港策騎生涯
吳嘉晉於2011年5月被香港賽馬會安排回港，並於5月26日正式獲香港賽馬會頒發見習騎師牌照，跟隨練馬師葉楚航學藝。
吳嘉晉於2011年6月5日正式在港上陣，賽前他已備受關注，香港賽馬會更召開記者招待會介紹吳嘉晉，他於首個賽馬日中有不錯的表現，首場賽事已憑「小蜜蜂」跑奪一席季軍，至第三場賽事憑「軒轅勇將」一放到底，首度在港勝出賽事。吳嘉晉其後於第六場第三班賽事策騎「好得意」再下一城，成為首位首次在港上陣即起孖的見習騎師。
2011年6月11日，吳嘉晉於沙田馬場第7場賽事憑策騎霍利時馬房的「熊英雄」勝出盃賽香港賽馬會社群盃，贏得個人在港首項盃賽錦標。
2011年7月1日，吳嘉晉憑策騎「飛騰」及「好得意」勝出，再加上在其餘賽事取得一亞一季的佳績，令他首度在港封騎師王。
吳嘉晉於出道至7月1日沙田賽馬日的時候，均最少贏得一場頭馬，不過他在7月10日賽日只能取得兩亞一季，中止了每次上陣皆有頭馬的紀錄。2010-11年馬季，他累積7冠3亞3季的成績，於騎師榜已經超越史卓棟及普萊西兩名外籍騎師。
2012年4月25日，吳嘉晉於跑馬地馬場第五場賽事憑策騎「駿方」勝出在港第20場頭馬，使他日後在一般讓磅賽事獲減至讓7磅優惠。
2012年8月4日，吳嘉晉參加氹仔馬場舉行的亞洲見習騎師挑戰賽，於第二關憑策騎「加路之星」勝出，結果他在三關合共取得40分，以5分之先擊敗馬來西亞騎師雅茲，奪得該項挑戰賽總冠軍。
2013年6月23日，吳嘉晉於沙田馬場第六場賽事憑策騎「喜多盈」勝出在港第45場頭馬，使他日後在一般讓磅賽事獲減至讓5磅優惠。
2013-2014年度馬季，吳嘉晉成績未如理想，直至2014年3月1日前，他僅勝出一場頭馬，最終馬會決定自2014年3月5日起將他轉調往跟隨練馬師告東尼學藝。隨著他轉投跟隨告東尼後，由於他較為容易策騎有實力的馬匹，故其成績亦有所進步。
2014-2015年度馬季，吳嘉晉贏得12場頭馬，較上季成績略有進步。雖然他只累計在港獲得61場頭馬，未合乎升格自由身騎師所需的70場頭馬要求，但是因爲已年滿25歲的關係，所以被強制性畢業，正式成爲自由身騎師。2015年7月12日，香港賽馬會賽馬事務執行總監利達賢於畢業禮上，頒發紀念品予吳嘉晉。
2017年6月14日，吳嘉晉於跑馬地馬場第七場賽事憑策騎「馬克羅斯」勝出在港第70場頭馬，使他日後在一般讓磅賽事獲減至讓3磅優惠。他其後再憑策騎「馬克羅斯」連下兩城，當中在馬季煞科日更於沙田馬場憑策騎該駒攻下一班賽沙田一哩錦標，季內人馬合作連贏三仗。2016-2017年度馬季，吳嘉晉贏得五場頭馬，在港累積72場頭馬。
2017年10月1日，吳嘉晉策騎告東尼馬房的「馬克羅斯」出戰國際三級賽慶典盃，最終坐騎在他胯下跑獲一席季軍，令他首次於分級賽場次跑入三甲。
2018-2019年度馬季，吳嘉晉成績進一步下滑，截止6月份他仍然未能勝出任何頭馬，亦未曾跑入亞軍，僅獲得三席季軍。2019年6月6日，香港賽馬會牌照委員會公佈2019-2020年度馬季騎師牌照詳情，最終吳嘉晉沒有申請來季騎師牌照，意味着他在2018-2019年度馬季後便會結束在港九年的策騎生涯。吳嘉晉在港合共勝出74場頭馬，其策騎生涯最後一場頭馬在2018年5月23日憑策騎告東尼馬房的「多項領先」取得。
2019年8月6日，吳嘉晉在個人社交網站宣布正式掛靴，結束9年的策騎生涯。

## 主要勝出賽事
香港
- 其士盃 - (1) - 萬事勇 (2015)
- 沙田一哩錦標 - (1) - 馬克羅斯 (2017)

- 香港大學校友會百周年盃 - (1) - 好得意 (2011)
- 香港賽馬會社群盃 - (1) - 熊英雄 (2011)
- 荃灣金禧盃 - (1) - 龍城動力 (2011)
- 仁濟盃 - (1) - 夢仙 (2011)
- 施偉賢盃 - (1) - 確威星 (2012)
- 蘇特恩盃 - (1) - 萬事勇 (2013)
- 香港交易所挑戰盃 - (1) - 幸福指數 (2014)
- 印度遊樂會挑戰盃 - (1) - 順其自然 (2017)

## 在港策騎成績
| 年度        | 冠 | 亞  | 季 | 殿  | 第五 | 出賽次數 | 所贏獎金（港元） | 備註     |
| ----------- | -- | --- | -- | --- | ---- | -------- | ---------------- | -------- |
| 2010 - 2011 | 7  | 3   | 3  | 5   | 3    | 43       | $ 4,666,250      | 策騎首季 |
| 2011 - 2012 | 20 | 28  | 15 | 23  | 19   | 289      | $ 17,192,500     | 第2季    |
| 2012 - 2013 | 20 | 32  | 23 | 28  | 27   | 392      | $ 19,391,200     | 第3季    |
| 2013 - 2014 | 2  | 9   | 12 | 21  | 29   | 303      | $ 6,225,750      | 第4季    |
| 2014 - 2015 | 12 | 14  | 9  | 17  | 19   | 293      | $ 12,625,375     | 第5季    |
| 2015 - 2016 | 6  | 7   | 14 | 12  | 18   | 291      | $ 9,116,525      | 第6季    |
| 2016 - 2017 | 5  | 4   | 6  | 8   | 10   | 250      | $ 7,299,500      | 第7季    |
| 2017 - 2018 | 2  | 5   | 8  | 12  | 10   | 275      | $ 4,990,400      | 第8季    |
| 2018 - 2019 | 0  | 0   | 3  | 5   | 7    | 92       | $ 1,156,475      | 第9季    |
| 總計        | 74 | 102 | 93 | 131 | 142  | 2,228    | $ 82,663,975     |          |

## 在港策騎資料
|                      | 日期          | 賽事                      | 場地 | 馬場     | 馬名     | 練馬師 | 名次 | 獨贏賠率 |
| -------------------- | ------------- | ------------------------- | ---- | -------- | -------- | ------ | ---- | -------- |
| 初出賽               | 2011年6月5日  | 第五班 - 1200米           | 草地 | 沙田馬場 | 小蜜蜂   | 葉楚航 | 3    | 11       |
| 首勝利               | 2011年6月5日  | 第四班 - 1200米           | 草地 | 沙田馬場 | 軒轅勇將 | 葉楚航 | 1    | 2.3      |
| 級際賽初出賽         | 2012年10月1日 | 三級賽 - 1400米（國慶盃） | 草地 | 沙田馬場 | 蓬萊仙子 | 告東尼 | 11   | 29       |
| 級際賽首勝利         | —             | —                         | —    | —        | —        | —      | —    | —        |
| 一級賽初出賽         | —             | —                         | —    | —        | —        | —      | —    | —        |
| 一級賽首勝利         | —             | —                         | —    | —        | —        | —      | —    | —        |
| 四歲系列經典賽初出賽 | —             | —                         | —    | —        | —        | —      | —    | —        |
| 四歲系列經典賽首勝利 | —             | —                         | —    | —        | —        | —      | —    | —        |

## 外部連結
- 騎師資料 吳嘉晉